# Teodora Mirčić
Teodora Mirčić (serbisch-kyrillisch Теодора Мирчић; * 3. März 1988 in Belgrad) ist eine ehemalige serbische Tennisspielerin.

## Karriere
Mirčić begann im Alter von acht Jahren im Belgrader Tennisclub As mit dem Tennisspielen. Später besuchte sie die Tennisakademie von Nick Bollettieri in Florida.
2006 trat sie mit einer Wildcard beim WTA-Turnier in Budapest an, sie scheiterte bereits in Runde eins mit 3:6 und 1:6 an Kaia Kanepi. 2011 schied sie dort in der zweiten Runde der Qualifikation gegen Aleksandra Krunić aus.
Sie gewann insgesamt 33 Doppel- und drei Einzeltitel auf Turnieren des ITF Women’s Circuit. 2008 spielte Mirčić auch für die serbische Fed-Cup-Mannschaft.
Ihre letzte Partie auf der Damentour absolvierte sie im Juni 2014 bei einem ITF-Turnier in Budapest.

## Turniersiege

### Einzel
| Nr. | Datum           | Turnier  | Kategorie   | Belag | Finalgegnerin           | Ergebnis |
| --- | --------------- | -------- | ----------- | ----- | ----------------------- | -------- |
| 1.  | 1. Juli 2007    | Sarajevo | ITF $10.000 | Sand  | Karolina Jovanović      | 6:3, 6:3 |
| 2.  | 12. August 2012 | Pirot    | ITF $10.000 | Sand  | Lina Gjorcheska         | 6:3, 6:1 |
| 3.  | 7. April 2013   | Iraklio  | ITF $10.000 | Sand  | Aleksandra Karamanoleva | 6:0, 6:1 |

### Doppel
| Nr. | Datum              | Turnier        | Kategorie   | Belag             | Partnerin                   | Finalgegnerinnen                        | Ergebnis           |
| --- | ------------------ | -------------- | ----------- | ----------------- | --------------------------- | --------------------------------------- | ------------------ |
| 1.  | 23. September 2006 | Lecce          | ITF $25.000 | Sand              | Jekaterina Iwanowa          | Kildine Chevalier Adriana Serra Zanetti | 7:64, 6:4          |
| 2.  | 22. Oktober 2006   | Dubrovnik      | ITF $10.000 | Sand              | Ana Veselinović             | Ana Jovanović Polona Reberšak           | 6:4, 7:5           |
| 3.  | 29. Oktober 2006   | Dubrovnik      | ITF $10.000 | Sand              | Stefanie Haidner            | Aleksandra Lukič Patricia Vollmeier     | 6:4, 6:3           |
| 4.  | 23. Juni 2007      | Fontanafredda  | ITF $25.000 | Sand              | Mervana Jugić-Salkić        | Carmen Klaschka Magda Mihalache         | 6:2, 6:1           |
| 5.  | 29. Juni 2007      | Sarajevo       | ITF $10.000 | Sand              | Karolina Jovanović          | Katarína Poljaková Zuzana Zlochová      | 6:1, 6:0           |
| 6.  | 5. Juli 2007       | Båstad         | ITF $25.000 | Sand              | Hanna Nooni                 | Mervana Jugić-Salkić Anna Koumantou     | 7:5, 7:5           |
| 7.  | 27. Oktober 2007   | Saint Denis    | ITF $25.000 | Hartplatz         | Marinne Giraud              | Florence Haring Virginie Pichet         | 6:2, 7:5           |
| 8.  | 2. Dezember 2007   | Beloura-Sintra | ITF $25.000 | Sand (Halle)      | Caroline Maes               | Neuza Silva Roxane Vaisemberg           | 6:4, 6:1           |
| 9.  | 21. März 2008      | Noida          | ITF $25.000 | Hartplatz         | Lenka Tvarosková            | Kelly Anderson Chanelle Scheepers       | 6:2, 6:77, [10:6]  |
| 10. | 24. Mai 2008       | Moskau         | ITF $25.000 | Sand              | Emma Laine                  | Marija Kondratjewa Oksana Teplijakowa   | 7:65, 6:2          |
| 11. | 21. Juni 2008      | Istanbul       | ITF $25.000 | Hartplatz         | Lenka Tvarosková            | Stefania Boffa Nikola Fraňková          | 7:5, 7:64          |
| 12. | 27. Juli 2008      | Les Contamines | ITF $25.000 | Hartplatz         | Mervana Jugić-Salkić        | Justine Ozga Darina Sedenková           | 6:1, 6:4           |
| 13. | 30. August 2008    | Vlaardingen    | ITF $25.000 | Sand              | Mervana Jugić-Salkić        | Irina Kuzmina Anastassija Poltorazkaja  | 6:1, 6:2           |
| 14. | 22. November 2008  | Phoenix        | ITF $25.000 | Hartplatz         | Lenka Tvarosková            | Kelly Anderson Natalie Grandin          | 6:4, 3:6, [10:4]   |
| 15. | 12. April 2009     | Šibenik        | ITF $10.000 | Sand              | Nataša Zorić                | Tina Obrez Mika Urbančičn               | 6:0, 6:3           |
| 16. | 17. Juli 2009      | Rom            | ITF $25.000 | Sand              | María Irigoyen              | Elisa Balsamo Stefania Chieppa          | 7:5, 6:2           |
| 17. | 5. September 2009  | Brčko          | ITF $25.000 | Sand              | Karolina Jovanović          | Patricia Chirea Petra Pajalič           | 6:4, 6:1           |
| 18. | 12. Juni 2010      | Budapest       | ITF $25.000 | Sand              | Lenka Wienerová             | Anna Livadaru Florencia Molinero        | 6:0, 6:2           |
| 19. | 2. Juli 2010       | Toruń          | ITF $25.000 | Sand              | Marija Mirkovic             | Katarzyna Piter Barbara Sobaszkiewicz   | 4:6, 6:2, [10:5]   |
| 20. | 10. Juli 2010      | Aschaffenburg  | ITF $25.000 | Sand              | Erika Sema                  | Elena Bogdan Andrea Koch-Benvenuto      | 7:64, 2:6, [10:8]  |
| 21. | 12. Februar 2011   | Antalya        | ITF $10.000 | Sand              | Marina Walerjewna Schamaiko | Sultan Gonen Anna Karawajewa            | 6:4, 6:4           |
| 22. | 18. Juni 2011      | Istanbul       | ITF $25.000 | Sand              | Marta Domachowska           | Daniella Dominikovic Melis Sezer        | 6:4, 6:2           |
| 23. | 10. September 2011 | Saransk        | ITF $25.000 | Sand              | Mihaela Buzărnescu          | Eva Hrdinová Weronika Kapschaj          | 6:3, 6:1           |
| 24. | 27. April 2012     | San Severo     | ITF $10.000 | Sand              | Anastasia Grymalska         | Chiara Mendo Giulia Sussarello          | 6:2, 6:4           |
| 25. | 26. Mai 2012       | Timișoara      | ITF $10.000 | Sand              | Andreea Mitu                | Lina Gjorcheska Dalia Zafirova          | 6:1, 6:2           |
| 26. | 30. Juni 2012      | Izmir          | ITF $10.000 | Hartplatz         | Ana Bogdan                  | Abbie Myers Melis Sezer                 | 6:3, 3:0 Aufgabe   |
| 27. | 16. Februar 2013   | Antalya        | ITF $10.000 | Sand              | Raluca Elena Platon         | Ekaterine Gorgodze Sofia Kvatsabaia     | 1:6, 4:5 Aufgabe   |
| 28. | 6. April 2013      | Iraklio        | ITF $10.000 | Teppich           | Vivien Juhászová            | Giulia Sussarello Sara Sussarello       | 7:5, 6:77, [10:4]  |
| 29. | 13. April 2013     | Iraklio        | ITF $10.000 | Teppich           | Marina Melnikowa            | Despina Papamichail Giulia Sussarello   | 6:1, 6:4           |
| 30. | 18. Mai 2013       | Balikpapan     | ITF $25.000 | Hartplatz         | Naomi Broady                | Chen Yi Xu Yifan                        | 6:3, 6:3           |
| 31. | 25. Mai 2013       | Tarakan        | ITF $25.000 | Hartplatz (Halle) | Naomi Broady                | Tang Haochen Tian Ran                   | 6:2, 1:6, [10:5]   |
| 32. | 21. September 2013 | Dobritsch      | ITF $25.000 | Sand              | Xenia Knoll                 | Isabella Schinikowa Dalia Zafirova      | 7:5, 7:65          |
| 33. | 26. Januar 2014    | Daytona Beach  | ITF $25.000 | Sand              | Nicole Melichar             | Asia Muhammad Allie Will                | 6:75, 7:61, [10:1] |